# Allegranza Sanclemente
(Antonietta Iolanda Lima, Architettura e urbanistica della Compagnia di Gesù in Sicilia, Palermo, 2001, pag. 160)
Allegranza Sanclemente, nata Fardella Sieri Pepoli (Trapani, c. 1520 – Trapani, 5 maggio 1599), è stata una nobildonna italiana, nota in ogni documento ufficiale con il cognome da coniugata, che ebbe un ruolo cruciale nella risoluzione dei conflitti armati interni all'aristocrazia trapanese che nella prima metà del Cinquecento scissero la città in due fazioni avverse.
Ad un contratto di pace si addivenne anche grazie ad una oculata politica matrimoniale: donna Alleranza sposò don Giovanni Sanclemente, suo primo cugino, un ammiraglio che combatté a lungo con Carlo V d'Asburgo e Filippo II di Spagna, durante le Guerre ottomano-asburgiche.
Poi, nella seconda metà del secolo, dopo la morte del marito, fu abile amministratrice dell'enorme patrimonio, liquido, fondiario e immobiliare della famiglia Sanclemente si adoperò con successo all'insediamento della Compagnia di Gesù a Trapani dotandola di molti beni, mobili e immobili, per la fondazione del proprio Collegio, il terzo dell'isola, il primo della Sicilia occidentale.

## Biografia
Allegranza nacque nella prima metà del Cinquecento a Trapani, la più importante città della Sicilia occidentale dopo Palermo. Nel 1478, si era procacciata l'appellativo di Invittissima da Ferdinando il Cattolico, e nel 1535, di ritorno dalla spedizione di Tunisi, Carlo V l'aveva definita Chiave del Regno.
Allegranza nacque in seno a due delle più illustri famiglie cittadine, i Fardella, da poco affermatasi ma in rapida ascesa e i Sieri Pepoli, che da oltre un secolo occupavano cariche pubbliche con regolarità. Quest'ultima famiglia discendeva da un cadetto della Real Casa d'Inghilterra, in particolare da un Giovanni figlio di Alfredo il Grande.
Era figlia di Giovanni Antonio Fardella, barone di Fontanasalsa, e di Benedetta Sieri Pepoli. I genitori del padre erano Giacomo (di Giovanni Antonio), regio cavaliere, signore della Salina della Grazia, e Allegranza Zuccalà. I genitori della madre erano Giovanni Sieri Pepoli (di Salvatore), barone di Fontanasalsa, e Antonia Barlotta.
Quando nacque, la città era in una congiuntura sociopolitica delicatissima. In quegli anni si sta consumando la fase più dura del conflitto tra Fardella e Sanclemente, che aveva scisso Trapani in due avverse fazioni. Nonostante l'iniziale vittoria del barone Simone Sanclemente, avesse garantito alla città una tregua apparente, precaria, l'apertura di un'inchiesta sui torbidi pose fine al dominio del Sanclemente sulla città e preparò il terreno al ritorno dei Fardella.
Giovanissima, nel 1536, fu destinata a sposare suo cugino Giovanni Sanclemente, per consolidare la pace difficilmente raggiunta tra Mascari e Canali, auspici il viceré Juan de Vega e Pietro d’Agostino, maestro razionale del Regno e capitano d’armi di Trapani. 
Allegranza, già vedova, nel 1580, insieme alla figlia Francesca, in quanto eredi di Simone (II) Sanclemente (morto nel 1578), in forza dello ius luendi ricomprano l’intero territorio di Inici dai Mastrandrea, notabile famiglia alcamese alla quale era stato venduto definitivamente nel 1568 dallo stesso Simone, dopo decenni di accordi, vendite parziali e soggiogazioni.
Nel 1578 le premuore il figlio Simone (II); nel 1590 muore anche l'unica figlia Francesca che lascia i suoi beni in usufrutto alla madre disponendo che vengano destinati alla fondazione del monastero della Beata Vergine Maria del Santissimo Rosario sotto il titolo di sant’Andrea, alla morte della madre. 
Nel gennaio 1597 aveva già donato il suo edificio ai padri gesuiti. Era situato nel quartiere della Bocceria, tra l’attuale piazza del Mercato del Pesce, Via Torrearsa e Via Garibaldi, con cisterna, cortile ed entrata.
Persuasa dal sacerdote-architetto Pietro Castro o da padre Giovanni Domenico Candela, rettore della chiesa del Collegio, l’anziana baronessa si convinse a donare le sue cospicue sostanze esclusivamente ai padri gesuiti, ad uso d’opere pie e in sua remissione di peccati. In quegli anni, i novelli padri gesuiti erano alla ricerca di congruenti apporti finanziari per edificare la chiesa e il collegio degli studi ove trasferirsi e lasciare la stanza loro riservata dai rettori della chiesa di San Michele Arcangelo. La donazione di Allegranza dell’attività lucrosa della tonnara di Scopello capitava al momento adatto. Non mancava d’assegnare ai padri agostiniani tutto l’argento non monetato tanto lavorato come non lavorato, per ragione di elemosina.
Il reverendo Giuseppe Staiti, suo erede particolare, era confermato beneficiale della sua cappella della chiesa di San Giuliano di Erice. Gli rinnovava anche il jus patronatus della cappella, detta di San Nicola, sita nel Duomo di Erice, con facoltà di potere, con sua autorità e potestà, eleggere il beneficiale della citata cappella.

## Matrimonio e figli
Sposò nel 1536 don Giovanni Sanclemente, cadetto di una delle più illustri famiglie cittadine. Il marito era suo primo cugino, in quanto figlio di una sorella di sua madre. Non era inusuale sposarsi tra primi cugini, infatti Cristoforo, fratello di Allegranza, sposò Bartolomea Sanclemente, sorella del detto Giovanni e figlia del barone Simone Sanclemente. Allegranza e Giovanni ebbero due figli:
- Simone (II), che intraprese, come il padre, sia la carriera militare sia quella politica, essendo sergente maggiore della milizia nel 1566, capitano di fanteria nel 1575, senatore di Trapani nel 1567-1568[12] e capitano di giustizia nel 1575-1576[12].

- Francesca, che sposò Giovanni Antonio Margagliotti e in seconde nozze Ottavio Gioacchino, patrizio romano e governatore di Trapani ma, non avendo figli, fondò il monastero della Beata Vergine Maria del Santissimo Rosario sotto il titolo di sant'Andrea con il patrocinio del Senato trapanese, provvedendolo di dodici ragazze senza dote per il monacaggio.